# 中国照明学会
中国照明学会是中华人民共和国照明科技工作者组成的群众性学术团体，是中国科学技术协会主管的社会团体，1986年9月18日在北京市成立。